# Giovanni Santucci
Giovanni Santucci (Pietrasanta, 14 maggio 1949) è un vescovo cattolico italiano, dal 15 gennaio 2021 vescovo emerito di Massa Carrara-Pontremoli.

## Biografia
Nasce a Pietrasanta, in provincia di Lucca e arcidiocesi di Pisa, il 14 maggio 1949.

### Formazione e ministero sacerdotale
Frequenta il seminario in classe con Giovanni Paolo Benotto, attuale arcivescovo metropolita di Pisa.
Il 28 giugno 1974 è ordinato presbitero dall'arcivescovo Benvenuto Matteucci per l'arcidiocesi di Pisa.
Fino al 1981 esercita il suo ministero come viceparroco di Vasco Giuseppe Bertelli (poi vescovo della diocesi di Volterra) presso la propositura dei Santi Jacopo e Filippo a Pontedera ricevendo poi l'incarico di parroco di Maria Ausiliatrice a Marina di Pisa, incarico che manterrà fino al 1989 quando è nominato rettore del seminario arcivescovile di Pisa.
Nel mese di giugno del 1995 è nominato parroco della collegiata di San Martino a Pietrasanta.

### Ministero episcopale
Il 28 ottobre 1999 papa Giovanni Paolo II lo nomina vescovo di Massa Marittima-Piombino; succede a Gualtiero Bassetti, precedentemente nominato vescovo di Arezzo-Cortona-Sansepolcro. Il 5 dicembre dello stesso anno riceve l'ordinazione episcopale, nella cattedrale di San Cerbone a Massa Marittima, dal vescovo Gualtiero Bassetti, co-consacranti gli arcivescovi Gaetano Bonicelli e Alessandro Plotti. Durante la stessa celebrazione prende possesso della diocesi. Sceglie come suo motto episcopale A minimis incipe, che significa in latino "Inizia dalle piccole cose".
Il 19 maggio 2010 papa Benedetto XVI lo nomina vescovo di Massa Carrara-Pontremoli; succede a Eugenio Binini, dimessosi per raggiunti limiti di età. Il successivo 29 giugno prende possesso della diocesi.
Partecipa come co-consacrante all'ordinazione episcopale di Guglielmo Borghetti (vescovo di Pitigliano-Sovana-Orbetello) e Carlo Ciattini (vescovo di Massa Marittima-Piombino e suo successore).
Il 15 gennaio 2021 papa Francesco accoglie la sua rinuncia al governo pastorale della diocesi per motivi di salute; viene nominato come amministratore apostolico, in attesa della nomina di un successore, il vescovo emerito di Piacenza-Bobbio Gianni Ambrosio. Si trasferisce quindi per alcuni mesi nel monastero di Santa Scolastica di Subiaco per poi rientrare nella sua diocesi di origine, Pisa.

## Controversie
Nel marzo 2018 salì alla ribalta delle cronache in seguito al caso di don Luca Morini (conosciuto come "don Euro"), portato alla luce dal programma televisivo "Le Iene" ed in seguito da tutti i media. Le accuse presentatagli dal pubblico ministero sarebbero state quelle di appropriazione indebita, truffa aggravata e falso agli atti. Infatti il prelato avrebbe utilizzato i soldi della fondazione di beneficenza "Pii Legati" per sovvenzionare "don Euro", inoltre avrebbe fatto forti pressioni alla Cattolica Assicurazioni e all'istituto per il sostentamento del clero per fare alzare, immeritatamente, i punti d'invalidità di don Morini. Le accuse invece della Chiesa cattolica furono quelle dell'inspiegabilità del motivo per cui Santucci avrebbe versato per anni soldi privati e della diocesi sul conto corrente di don Morini, il quale, secondo le intercettazioni, lo minacciava di rendere pubblico un dossier in suo possesso su alcuni presbiteri presenti in diocesi, e del fatto per cui, rimosso dall'incarico di parroco dopo lo scandalo, don Luca ottenne una casa a Marina di Massa da 200 000 €, acquistata per lui dal vescovo con i soldi della diocesi; inoltre è stata fatta presente l'accusa a mons. Santucci, o quantomeno il forte sospetto, che egli sapesse delle azioni scandalose e criminali del Morini, ma che, nonostante fosse stato avvertito dai parrocchiani, non avesse attuato alcun provvedimento.
Mons. Santucci fu quindi rinviato a giudizio nel processo riguardante questo caso giudiziario, nel marzo 2018, assieme allo stesso don Luca Morini e ad un ex sacerdote, Emiliano Colombi. Nel novembre 2018, però, grazie ad una legge da poco varata, si dichiarò l'impossibilità a procedere con il processo nei suoi confronti. Infatti la legge in questione prevedeva che, in casi di truffa e appropriazione indebita, non si potesse portare in tribunale l'imputato senza la querela dei soggetti danneggiati, in questo caso la diocesi di Massa Carrara-Pontremoli, la fondazione "Pii Legati", la Cattolica Assicurazioni, l'Istituto nazionale per il sostentamento del clero, che decisero di non procedere a querela nei confronti del prelato. L'ex sacerdote Luca Morini è stato invece condannato sia in primo che secondo grado (la difesa ha tuttavia annunciato il ricorso in cassazione) proprio per l'accusa di estorsione ai danni di monsignor Santucci.

## Genealogia episcopale
La genealogia episcopale è:
- Cardinale Scipione Rebiba
- Cardinale Giulio Antonio Santori
- Cardinale Girolamo Bernerio, O.P.
- Arcivescovo Galeazzo Sanvitale
- Cardinale Ludovico Ludovisi
- Cardinale Luigi Caetani
- Cardinale Ulderico Carpegna
- Cardinale Paluzzo Paluzzi Altieri degli Albertoni
- Papa Benedetto XIII
- Papa Benedetto XIV
- Papa Clemente XIII
- Cardinale Marcantonio Colonna
- Cardinale Giacinto Sigismondo Gerdil, B.
- Cardinale Giulio Maria della Somaglia
- Cardinale Carlo Odescalchi, S.I.
- Cardinale Costantino Patrizi Naro
- Cardinale Lucido Maria Parocchi
- Papa Pio X
- Cardinale Gaetano De Lai
- Cardinale Raffaele Carlo Rossi, O.C.D.
- Cardinale Amleto Giovanni Cicognani
- Cardinale Giovanni Benelli
- Cardinale Silvano Piovanelli
- Cardinale Gualtiero Bassetti
- Vescovo Giovanni Santucci